# Pierre manale

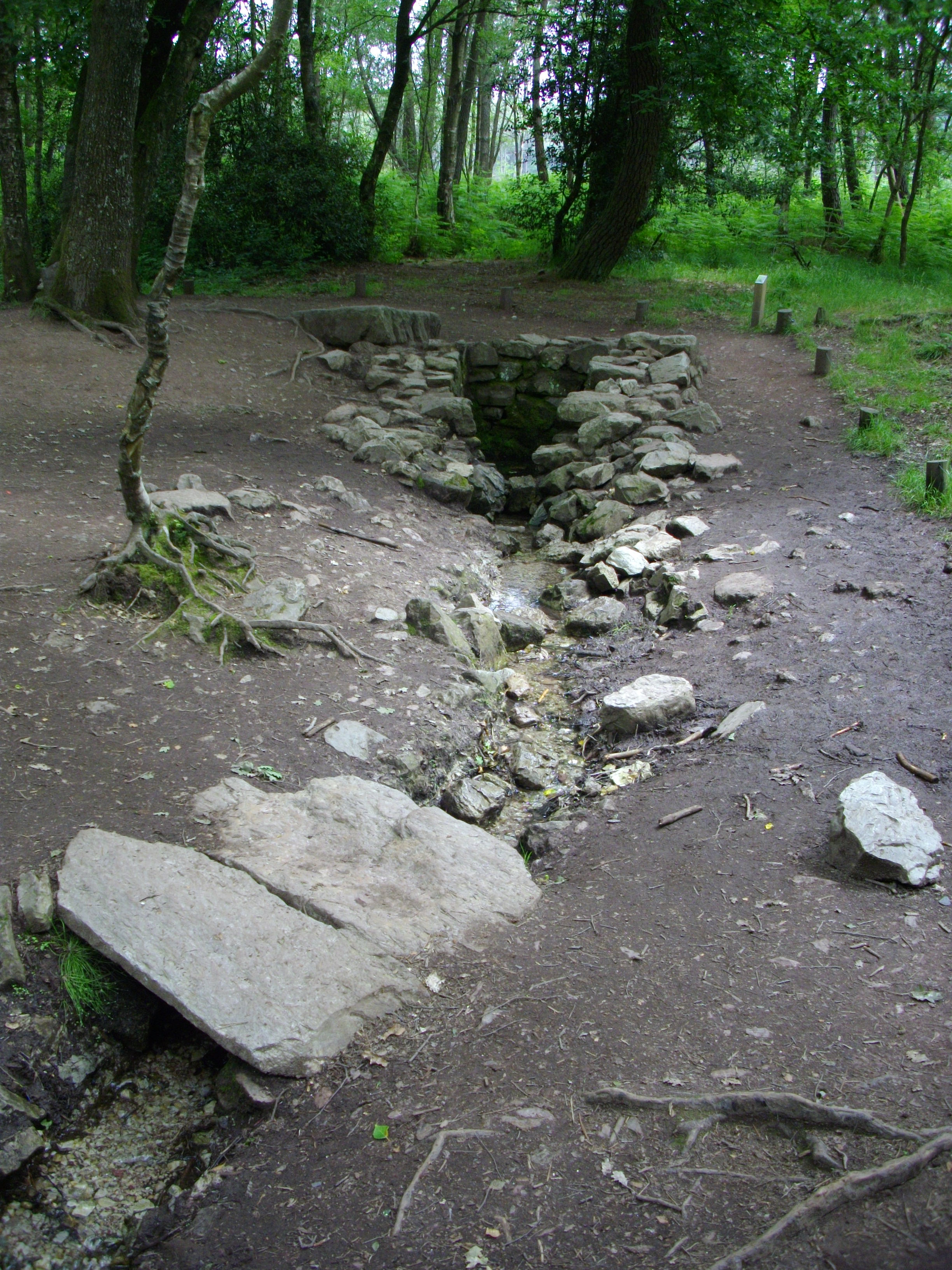
La Fontaine de Barenton où une pierre rituelle était jadis censée faire pleuvoir

Une pierre manale ou pierre pluviale ou encore pierre à pluie est une pierre rituelle dont la fonction est d'appeler la pluie, grâce à une cérémonie religieuse ou magique. Certaines sont connues depuis l'antiquité étrusque et romaine, d'autres appartiennent à des traditions folkloriques plus récentes, en Europe et ailleurs dans le monde.

## Étymologie
L'adjectif manal vient du latin Manamens signifiant écoulement et du verbe Manare signifiant couler, d'où la traduction de pierre qui coule ou pierre qui ruisselle,.

## Antiquité européenne

### Antiquité grecque
Le lapidaire orphique, texte en grec du IIe siècle, évoque une pierre apte à produire la pluie,. L'auteur grec Damigeron (la) écrit que la jaspe « consacrée et portée chastement » attire la pluie,. D'autres traditions grecques antiques évoquent un quartz vert poli qui, s'il est porté selon les rites, peut inciter les dieux à arroser des champs assoiffés.

### Chez les Étrusques
Fulgence de Ruspe indique que les pierres manales remontent aux Étrusques et aux autres peuplades de l'Italie pré-romaine qui les traînaient autour de leurs champs, lorsqu'ils craignaient la sécheresse pour leurs récoltes. Le jurisconsulte Labco évoque des manales petrae, pierres disposées dans les champs, qu'il était d'usage de rouler en temps de sécheresse pour obtenir la pluie. Cette pratique avait été enseignée par les livres sacrés de Tagès et faisait partie de la discipline augurale des Étrusques,.

### Lelapis manalisde Rome
La pierre manale la plus connue était celle de Rome, appelée lapis manalis qui était habituellement déposée dans le Temple de Mars Gradivus, ornée de cent colonnes, proche de la porte Capène et de l'actuelle église San Cesareo de Appia. La pierre aurait été de forme cylindrique
 et peut-être creusée intérieurement. 
La pierre était invoquée en cas de sécheresse. Le rituel figurait dans la  cérémonie de l'Aquaelicium, sous la forme d'une procession présidées par les pontifes. L'acte qui en était l'épisode distinctif s'appelait movere ou trahere lapidem. La pierre qui reposait dans le temple de Mars, à l'extérieur des murs de Rome, était sortie pour transportée (peut-être roulée) et déposée devant la porte Capène, ou jusqu'au temple de Jupiter capitolin. L'acte de ramener la pierre dans l'enceinte de Rome était censé provoquer la pluie.
Il semble que, dans le culte initial étrusque, de l'eau était cérémoniellement versée sur la pierre, pour attirer la pluie.

## Dans le folklore européen

### En France
La tradition des pierres manales, remontant au moins à l'antiquité, s'est perpétuée en Gaule et en France, des pierres utilisées pour faire tomber la pluie ont été décrites en Sologne, dans le Jura, les Vosges, les Ardennes, en Savoie, etc. Les régions pyrénéennes sont particulièrement riches en traditions de pierres pluviales.
Il semble que plusieurs types de traditions magiques existent : celle des pierres qu'on doit déplacer, et souvent faire rouler, elles sont alors souvent décrites comme cylindriques. Et celles qu'on doit asperger pour déclencher leur pouvoir, dans un acte de magie sympathique. Et plus rarement des pierres qu'il faut fouetter pour obtenir la pluie.

#### Celles qu'on déplace
Dans un texte de 1650 sur l'histoire du chevalier Bayard, Claude Expilly raconte comment le Chevalier sans peur attaqua le château de la Perrière à Saint-Julien-de-Raz, où tous les assiégés furent tués sans qu'il s'en sauvât un seul : 

« Le fort et le bourg feurent rasés rez terre, en sorte qu'il n'y reste plus aucune marque, fors quelques masures cachées sous les buissons et ronces, et un pan de mur d'un costé, avec une pierre d'Autel, au lieu ou estoit l'Eglise du bourg, qu'on nommoit Saint-Marcelin. Cette pierre est au milieu d'un champ qui m'appartient, appelé le Champ du Vas, où les peuples et paroissiens des environs vont souvent en procession, principalement au mois de Juin, Juillet et Aoust, pour avoir de la pluye ou la faire cesser. Ils dient qu'en baissant la pierre avec les cérémonies et prières que font les Prestres, la pluye cesse, ou quand ils y vont pour en avoir, ils la haussent, et la pluye incontinent arrive. [...] Il y avoit à Rome, hors la Porte Capène, à costé du Temple de Mars, une pierre de pareille vertu ; elle s'appelloit Lapis Manalis, sive Pluvialis »

— Histoire du chevalier Bayard, avec son Supplément par Claude Expilly
Ce récit circonstancié montre une assimilation des cultes païens par les prêtres catholiques. Il est rapporté par ailleurs que les habitants de Saint-Julien-de-Raz manipulaient la pierre en fonction de leurs besoins : selon qu'ils voulaient peu ou beaucoup de pluie, ils soulevaient une, deux, trois fois une pierre qui s'y trouvait. L'abondance de l'ondée était en rapport avec le nombre de mouvements. Cette tradition dans le Champ du Vas a perduré jusqu'au milieu du XIXe siècle.
Dans une lettre à l'abbé de Santeuil, Claude Nicaise décrit à la fin du XVIIe siècle comment l'église chrétienne se réapproprie les anciens cultes païens ; il écrit en effet comment des paysans de Villey-sur-Tille en Côte-d'Or utilisaient une ancienne pierre romaine : « J'ai ouï dire à des anciens du lieu, qui l'avaient appris de leurs prédécesseurs, qu'on regardait autrefois la pierre sur laquelle est gravée l'inscription de Mercure et Minerve (qui est une espèce de marbre blanc) comme une autre pierre manale dont vous savez l'histoire, et qu'on la roulait par les champs pour obtenir de la pluie, tant l'on donnait partout dans la superstition ». Cherchant à contrecarrer cette pratique, il parvient à se faire donner par les membres de la Sainte-Chapelle de Dijon deux reliques, une bras de Saint Hermès de Rome et un os entier de la cuisse de sainte Théodore (en), sa sœur,  à qui les paysans devront désormais adresser leurs prières pour obtenir la pluie espérée, tandis que la pierre lapidaire est transférée dans une chapelle dédiée à « saint Hermès et à saint Augustin, Hermès répondant à Mercure et saint Augustin à Minerve. Ce grand docteur ayant toujours été considéré comme la Minerve de l'église ». Cet exemple montre la récupération et le syncrétisme par l'église catholique de divinités antiques. La chapelle et la pierre existent toujours dans le village, c'est probablement une des seules pierres manales actuellement visibles.
Une tradition, légèrement différente mais apparentée : sur l'éminence du Beausset-vieux (ancien village du Beausset, près de Toulon), Saint Eutrope avait le pouvoir de faire pleuvoir, mais quand il se montrait récalcitrant, il fallait alors déplacer sa statue sur le pas de la porte et le battre violemment.
Parfois, la pierre n'est pas l'objet d'une vénération ni de prière, mais un objet dont on craint le contact accidentel. Guillaume Mauran le rapporte dans un texte datant de 1614 : « Entre les montagnes de Bagnères, est celle de Palcon, ou le vulgaire tient être le tombeau du vieil Arises, couvert d'une grosse pierre à laquelle on n'ose toucher ni heurter de peur que, comme expérience fait voir journellement, il ne pleuve ou grêle ». La description de la pierre évoque un dolmen, qui aurait été détruit depuis pour en récupérer les pierres.
Dans le Sud-Ouest de la France autrefois, on renversait la hitte (large pierre locale, borne antique ou menhir) pour faire pleuvoir, et on la relevait quand il avait assez plu. On peut encore voir à Saubusse la Pierre Longue, un tronçon de colonne de marbre gris veiné de rouge, ancienne borne milliaire, dont la tradition voulait qu'elle attire la pluie quand elle était couchée. Un chroniqueur de la fin du 19e siècle écrit qu'« on la voit alternativement [couchée ou debout] selon que la pluie ou la sécheresse sont désirables. »

#### Celles qu'on asperge ou qu'on immerge
Dans la forêt de Paimpont (parfois identifiée à la forêt mythique de Brocéliande), une pierre autour de la fontaine de Barenton était aspergée quand on voulait faire pleuvoir. En 1467, le seigneur de Gaël, qui habitait le château de Comper, faisait constater le privilège qu'il avait de faire tomber la pluie en arrosant le perron de la fontaine :

« …Item auprès du dit breil, il y a un breil nommé le breil de Bellanton, et auprès d’yceluy, il y a une fontaine nommée la fontaine de Bellanton…[…] Item joignant la dite fontaine, il y a une grosse pierre qu’on nomme le perron de Bellanton, et toutes les fois que le seigneur de Montfort vient à ladite fontaine, et de l’eau d’icelle arrose et mouille le perron, quelque chaleur, temps sur de pluie, quelque part que le vent soit, soudain et en peu d’espace, plutôt que le dit seigneur n’aura pu recouvrer son chasteau de Comper, ains que soit la fin d’iceluy jour, plera en pays si abondamment que la terre et les biens estant en icelle en sont arrousées, et moult leur profite. »

— Aurélien de Courson, Le Cartulaire de Redon
En 1835 encore, les habitants de Concoret y allèrent, conduits en procession par leur recteur qui trempa le pied de la croix dans l'eau et en arrosa les pierres d'alentour.
Dans un courrier daté de 1637 à son évêque, le père jésuite Jean Fourcaut rapporte que dans une église de la région d'Ayros-Arbouix, une pierre manale est insérée dans le maître-autel, mais qu'elle est parfois extraite pour être immergée pour une cérémonie pour appeler la pluie :

« Une certaine pierre carrée, d'un pied et demi de côté, lorsqu'on la jette dans le fleuve, le ciel se couvre immédiatement de nuages quelque serein qu'il soit, et avant qu'une heure soit écoulée, la pluie tombe, plus ou moins abondante selon que l'eau coule avec plus ou moins d'impétuosité sur cette pierre. Elle est conservée dans l'église d'Arbustensi (in Arbustensi templo), et l'évêque de Tarbes a affirmé avoir fait lui-même l'expérience. »

— Jean Fourcaut, cité in Perouzet
Autrefois en Provence, le rituel de l'immersion d'une statue de saint dans l'eau était répandu dans la plupart des villages. Il s'agissait d'obtenir une protection générale pour les récoltes et contre les maladies. Mais dans certains endroits, comme à Collobrières, le même rituel était plus spécifiquement lié à une demande de pluie en cas de sécheresse.
À Saint-Robert, il pleut dans les trois jours quand on promène en procession une meule qui recouvre l'orifice de la fontaine, il s'agissait probablement d'une pierre plate percée en son milieu d'un trou circulaire.
Au pied du rocher de Châtelus dans le Forez, il suffisait à un sorcier de jeter sur les rochers du voisinage un peu d'eau d'une fontaine adorée dans l'antiquité pour faire naître un orage.
S'il ne s'agit pas d'une pierre mais plus probablement d'un bâton, le cérémonial de la verge de Saint Martial de Limoges reprend les mêmes rituels. Selon la légende, ce bâton était celui que Saint Pierre avait donné à Martial qui partait évangéliser l'Aquitaine, il était conservé à l'abbaye Saint Seurin de Bordeaux. La cérémonie, très ritualisée, nous est décrite avec précision par un témoin qui l'a vécu en 1716 : « après que, par les prières publiques, on n’a pu obtenir la pluie, députant deux d’entre eux vers le chapitre de Saint-Seurin... et demandant qu’il soit fait une procession et que l’on mouille la verge de saint Martial ». Le saint objet est alors extrait de son reliquaire pour l'autel de l'église ; le doyen du chapitre le porte ensuite cérémonieusement jusqu'à la fontaine de Figueireau (aujourd'hui rue Laroche), puis la verge est délicatement immergée dans l'eau de la fontaine avant d'être retirée et séchée avec dévotion. La relique sera détruite à la Révolution française.
Un jésuite du 17e siècle, en mission d'évangélisation dans les vallées pyrénéennes, relate une tradition de pierre à pluie dans la paroisse d'Arbeost : « Il y a là une pierre de forme carrée d'un pied et demi de côté. Lorsqu'on la jette dans le fleuve, le ciel se couvre aussitôt de nuages quelque sereins qu'il soit, et avant qu'une heure soit écoulée la pluie survient. Celle-ci est plus ou moins abondante selon que l'eau du fleuve coule avec plus ou moins d'impétuosité sur la pierre. Cette pierre est conservée dans l'église d'Arbéost (Arbustensis) et l'évêque de Tarbe a affirmé avoir fait lui-même l'expérience de ce prodige ».

#### Celles qu'on fouette
Alexandre Du Mège rapporte en 1828 qu'à Sost existait des pierres antiques situées à proximité d'une carrière de marbre. Ces pierres étaient fouettées pour obtenir la pluie,.

### En Irlande
Dans l'archipel irlandais des îles Inishkea et jusqu'au début du XIXe siècle, certaines femmes avaient la garde d'une idole de pierre cylindrique, appelée Neevougee. Elles l'exposaient et l'invoquaient en certaines occasions : pour faire cesser les orages qui troublaient la pêche, ou d'autres fois, au contraire, pour faire naître les tempêtes et attirer des épaves sur la côte. La pierre sacrée a été décrite comme une idole priapique, mais il semble que son nom signifie plutôt un petit canot.

## Hors d'Europe

### Asie
Chez les juifs, dans la fête des Tabernacles, on puisait au bassin de Siloé de l'eau qu'on allait ensuite répandre sur l'autel du Temple au son des trompettes. D'après une tradition rabbinique, l'objet de ce rite était d'assurer la chute de la pluie pour l'année suivante. L'autel pourrait agir ici par substitution d'une ancienne pierre sacrée.
Sur une colline à l'est de Manipur en Inde, une pierre était censée faire pleuvoir, à condition que le rajah local l'arrose d'eau.
Dans certains rituels shintoïstes japonais, il existe des pierres qui ont la forme d’organes sexuels mâles ou femelles qu’on frappe avec un fouet pour faire pleuvoir ou pour faire cesser la pluie. À Sagami au Japon, se trouve une pierre, qui fait pleuvoir si on l'arrose.

#### Asie turcophone
Les peuples turcophones, en Asie centrale et sibérienne, sont particulièrement riches de traditions concernant des pierres pluviales.
Chez les chamanes turcophones de Sibérie, il est décrit deux types de porteurs de pierres à pluie. Chez les chasseurs du nord comme les Iakoutes, c'est un homme ordinaire qui découvre par hasard une pierre possédant ce pouvoir. En Touva occidentale, dans la région des steppes où domine l’élevage, la possession d'une pierre à pluie est en revanche héritée des ancêtres et met en jeu le caractère de la personne. Dans un village de Sibérie, à 20km environ de la ville de Ak-Dovourak dans la république de Touva, une chamane née en 1940 est réputée pour son pouvoir de déclencher la pluie grâce à une pierre à pluie appelée Cat.
Une tradition turque évoque une pierre Raida ou pierre à pluie qui fut donnée de Noé à Japhet puis à son fils Turc. Cette pierre avait la vertu de faire tomber la pluie et fut l'occasion d'une guerre chez les tribus turques du nord,. Depuis cette légende, les peuples turcs ont gardé la tradition de pierre pluviales. Étienne Marc Quatremère recense un grand nombre de noms et de mentions d'une telle pierre dans les ouvrages anciens turcs et arabes.
L'érudit turc Katip Çelebi raconte que le peuple Kaimak possède une pierre qui, mise dans l'eau, attire infailliblement la pluie, rappelant le rituel européen de l'immersion de la pierre.
Une pierre pluviale (Irnjar al-malar), dont la friction faisait descendre la pluie, existait dans la vallée de Qarluq en Ouzbékistan. 

Dans le récit de son voyage qu'il fit en 1543, Seïfy parle de la pierre de yedeh qui peut provoquer la pluie dans la région de Tourfan. Il la décrit comme « une substance osseuse de la grosseur d'une noix et qui a la dureté de la pierre » qu'il faut activer en y inscrivant « avec du sang de porc, le nom de certains démons et de certains mauvais génies »,. En 1812, le voyageur Mir I’zzet-Ullah est envoyé en éclaireur dans l'Asie centrale par l'explorateur anglais William Moorcroft. Arrivé dans la région de Yarkand, on lui parle de la même pierre : 

« une des curiosité du pays est la pierre nommée yedeh, qui se tire de la tête d'une vache ou d'un cheval, et par la vertu de laquelle on peut produire la neige ou la pluie [... les personnes] qui font usage de la pierre sont en grand nombre ; on les appelle yededji ; il faut enduire la pierre du sang d'un animal, puis on la jette dans l'eau; en même temps on lit une formule de charme : aussitôt un grand vent s'élève et ensuite la pluie et la neige tombent »

 Cette même pierre yedeh est encore par un autre voyageur en 1835 dans la même région : « Entre Yarkand et Eelchi (à Khoten), se situe la ville de Gummi dont le chef il y a quelque temps était appelé Kurban Beg. On disait qu'il possédait une pierre appelée Yedeh Tash (ce qui signifie pierre à pluie) qui, selon la croyance populaire, avait la vertu extraordinaire de faire tomber la pluie, chaque fois qu'elle était immergée dans de l'eau douce. »

### Océanie
Dans une tribu Keramin de Nouvelle-Galles du Sud, pour faire venir la pluie, le sorcier se retire vers une crique, fait tomber de l'eau
sur la pierre ronde et plate, puis la recouvre et la cache. Dans la même île, chez la tribu Ta-Ta-thi, le faiseur de pluie brise un morceau de cristal de roche, et le lance vers le ciel ; il enveloppe le reste du quartz dans des plumes d’émeu, plonge le tout dans l’eau, et le cache avec soin.
Quand les Papous Sulkas veulent de la pluie, ils noircissent des pierres avec de la cendre de certains fruits, et les exposent au soleil. Puis ils plongent dans l’eau une poignée de petites branches, attachées à des pierres, tandis qu’on entonne une incantation.
Dans un village aux Samoa, deux pierres lisses et blanches étaient considérées comme les parents de Santo le dieu de la pluie. Certaines prières et offrandes leur étaient adressées pour éviter la pluie, ou la faire venir, selon les besoins.
Chez les Kanaks de Nouvelle-Calédonie, le maître des pierres ou kavu, possèdent de nombreuses pierres magiques qu'il utilise pour diverses fonctions, dont celle de faire tomber la pluie. Dans une cérémonie décrite au XIXe siècle sur l'île des Pins, le sorcier met une pierre arrondie en forme de crâne dans une marmite pour invoquer la pluie,. Maurice Leenhardt rapporte une photographie de pierre à pluie dont l'aspect à l'« apparence tourmentée figure un ciel chargé de lourds cumuli ».

### Afrique
Chez les Dinka du Soudan, le faiseur de pluie possède un certain nombre de pierres à pluie (cristal de roche, aventurine, améthyste), qu'il garde dans un pot. Quand il veut produire la pluie, il plonge les pierres dans l'eau et, prenant à la main un bâton fourchu et dépouillé de son écorce, fait signe aux nuages de venir ou bien les chasse dans la direction désirée en marmonnant une incantation.
Chez les Mofu-Diamaré du nord-Cameroun, les princes sacrés sont responsables des cérémonies pour faire venir la pluie. Il se servent de deux types de pierres : les enfants de la pluie, pierres lisses et allongées récoltées souvent après un orage, et les pierres arc-en-ciel, plus rares et dangereuses. Pendant la cérémonie annuelle, les pierres enfants de la pluie sont enduites de plusieurs substances, dont du sang de chèvres, mais la plus importante restant l'eau. Si les pluies ne viennent pas, il faut alors utiliser les pierres arc-en-ciel, qui sont également enduites de sang lors d'une cérémonie secrète.

### Amérique
Fernand Colomb, le fils de Christophe Colomb décrit également des pierres pluviales chez les indiens caraïbes : « La plupart des caciques d'ailleurs possèdent trois pierres pour lesquelles ils ont, ou font semblant d'avoir, une grande vénération la première exerce, disent-ils, son influence favorable sur la culture des plantes alimentaires; par la seconde, les femmes enfantent sans douleur; la troisième dispense, se!on le besoin le beau temps ou la pluie »